# Valmore Bienvenue
Pour les articles homonymes, voir Bienvenue.
Valmore Bienvenue, né le 12 juillet 1894 à Nashua et mort 19 février 1952  à Hull, est un avocat et un homme politique québécois.

## Biographie
Fils d'Hormisdas Bienvenue, négociant et hôtelier, et d'Angéline Beaupré, Valmore Bienvenue vient au monde à Nashua, au New Hampshire, petite ville industrielle où s'étaient établis de nombreux immigrants canadiens-français au XIXe siècle. Il fit ses études classiques au Collège Sacré-Cœur de Saint-Hyacinthe, puis les terminera au Séminaire Saint-Charles de Sherbrooke. Bachelier, il s'inscrit ensuite à la faculté de droit de l'Université Laval.
Reçu avocat en 1917, il est vite attiré par la politique. Il décide de pratiquer son métier à Québec et s'associe avec plusieurs avocats également attirés par la politique, et avec des allégeances similaires : Élisée Thériault, Henri-Paul Drouin, Oscar Drouin et Jean Lesage. Il s'impliquera à son tour auprès du Parti libéral et se fera vite remarquer, devenant notamment président de la Jeunesse libérale du Québec, en 1921, puis président du Jeune Barreau du Québec, trois ans plus tard.
Au printemps 1936, Valmore Bienvenue sera l'avocat de Charles Lanctôt et du premier ministre Louis-Alexandre Taschereau devant le Comité des comptes publics. Lors d'une séance d'interrogatoire, il sera expulsé par Maurice Duplessis pour avoir soufflé des réponses à son client.
À l'élection de 1939, il est élu député de la circonscription de Bellechasse. Il devient orateur suppléant de l'Assemblée législative en mars 1940, en remplacement du professeur de droit et député Bernard Bissonnette, puis deviendra officiellement orateur suivant la nomination de ce dernier à la Cour du banc du roi, le 12 mai 1942. Quelques mois plus tard, le 5 novembre, afin de remplir à un autre siège laissé vide par une nomination, Valmore Bienvenue est nommé ministre de la Chasse et des Pêcheries. Il exercera ses fonctions jusqu'à la défaite des libéraux, à l'élection du 30 août 1944, mais réussira malgré tout à conserver son siège. Il sera battu lors de la victoire éclatante de l'Union nationale en 1948. 
Après sa défaite, Valmore Bienvenue reviendra à la pratique du droit. Il sera notamment l'avocat défendant les cinq hommes accusés d'avoir agressé un ingénieur (Lionel Piuze) pendant la grève d'Asbestos, lors de leur procès à Arthabaska, le 8 avril 1949. Enfin, en 1950, il sera nommé juge à la Cour supérieure.
Valmore Bienvenue meurt en fonctions, le 19 février 1952.